# Frédéric Pichon
Pour les articles homonymes, voir Pichon.
Frédéric Pichon, né en 1977, est un chercheur indépendant, enseignant et essayiste français. Diplômé de Sciences Po Paris et titulaire d'un doctorat d'Histoire, il enseigne la géopolitique, notamment en classe préparatoire aux grandes écoles. S'intéressant particulièrement à la situation des chrétiens en Syrie, il est consultant pour différents médias au sujet de la crise syrienne et du Moyen-Orient.
Il publie deux livres sur la guerre civile syrienne où il critique la politique occidentale qui selon lui a une part de responsabilité dans le « désastre ». Il fustige le positionnement anti-Assad de la France, qui a notamment, selon lui, mal estimé l'importance du djihadisme dans l'opposition syrienne. Il reçoit des critiques positives mais également de vifs reproches de spécialistes. Il est notamment accusé de défendre, sans le reconnaître, le régime syrien, et de pratiquer une sorte de « révisionnisme ».

## Biographie

### Famille
Il est le fils de l'homme politique d'extrême droite Olivier Pichon et le père de Paul Pichon, meneur du groupe d'extrême droite radicale Auctorum à Versailles et admirateur du collaborateur et Waffen-SS belge Léon Degrelle.

### Cursus universitaire
Après une scolarité à l'IEP de Paris, Frédéric Pichon prépare et soutient en 2009, à l'École pratique des hautes études, une thèse de doctorat intitulée Du vieux avec du neuf : histoire et identité d'un village chrétien de Syrie : Ma'lūlā (XIXe – XXIe siècles), faisant référence au village chrétien de Maaloula en Syrie,. Selon France24, il connaît bien ce village, y ayant vécu. Par la suite, il enseigne la géopolitique, notamment en classe préparatoire aux grandes écoles,,. Dans un article de 2016, le journal La Croix le présente comme étant chercheur associé à l'université François-Rabelais (Tours),.

### Consultant
Depuis le début de la guerre civile syrienne, F. Pichon intervient dans différents titres de presse et médias au sujet du Moyen-Orient. Il a vécu à Beyrouth au Liban et réalisé des séjours réguliers au Moyen-Orient depuis 2002, notamment en Syrie, pendant la guerre civile. Il est consultant médias pour la crise syrienne et le Moyen-Orient,,.
Auteur d'ouvrages et de rapports sur le conflit syrien, Frédéric Pichon a été auditionné par plusieurs institutions internationales comme l'UNESCO et le Conseil de l'Europe sur la situation en Syrie.
Il publie des articles sur le Moyen-Orient et la Syrie dans diverses revues,, dont Les Cahiers de l'Orient, Diplomatie, Politique étrangère, Conflits, Tempora, Revue des Deux Mondes.

## Engagement public et thèses défendues

### Défense des chrétiens d'Orient
Frédéric Pichon participe en 2015, aux côtés de Thierry Mariani et de Pascal Ellul, à une conférence organisée par l'association Massihiyyoun maan (Chrétiens ensemble-SOS Chrétiens d'Orient au Liban) et affirme son soutien à l'action sociale et caritative de l'association SOS Chrétiens d'Orient,.
Frédéric Pichon participe en septembre 2015 à une conférence à Damas organisée par l'association Step for Syria, une association qui affirme être financée par des dons privés et une subvention du régime syrien. Les personnes invitées à suivre cette conférence sont de jeunes Français, qui, selon L'Obs, « vont en Syrie écouter la version du régime ». L'Obs ajoute que l'association Step for Syria n'a « a priori rien à voir avec une internationale des jeunes amis du régime syrien mais selon Azzam Hamad, étudiant en médecine à l’université de Damas et bénévole auprès de Step, ce sont les volontaires de l’association qui ont souhaité cette conférence ».

### Analyses sur la guerre civile syrienne
Frédéric Pichon estime que la guerre civile en Syrie est une « catastrophe globale » dont la responsabilité échoit en partie aux grandes puissances occidentales. Il insiste sur la « dimension religieuse du conflit » en Syrie, tandis que l'Occident vit le « crépuscule du religieux ». Dans son livre Pourquoi l'Occident s'est trompé, Frédéric Pichon estime que les Occidentaux ont refusé de mesurer l'importance du djihadisme dans l'opposition syrienne. Ce livre de Pichon se finit par le chapitre : « De guerre lasse, Assad plutôt que le chaos ».
Selon Causeur, Frédéric Pichon fustige « l’aveuglement de la politique syrienne de la France » et a intitulé « ironiquement » un chapitre de son livre Syrie, une guerre pour rien « La France, puissance sunnite ».
D'après l'écrivain et diplomate Eugène Berg, Frédéric Pichon « énonce d’emblée les trois erreurs qui ont été commises en Syrie » : d'abord, « avoir sous-estimé la résilience de l’armée et du régime », ensuite « avoir cru qu’une intervention internationale aurait pu avoir lieu » sans l'accord des Russes et enfin il « reproche aux Occidentaux d’avoir pensé que l’émotion aurait suffi à mettre les opinons publiques de la partie », celles-ci étant assez « volatiles, malléables et oublieuses ».
Concernant le maintien du régime syrien malgré la guerre civile, Frédéric Pichon estime (dans Une guerre pour rien) que le pouvoir baasiste bénéficie de l’appui des minorités alaouites, druzes et chrétiennes mais aussi de celui d’une partie de la bourgeoisie sunnite intégrée au pouvoir. Ce socle, que Frédéric Pichon juge insuffisant, oblige le régime à négocier quand il le peut, mais aussi à « frapper brutalement quand il le faut, c’est-à-dire la plupart du temps ». Pour lui, le pouvoir syrien est l'héritier de deux tendance historiques : le « clientélisme clanique » et « les méthodes soviétiques ». Frédéric Pichon affirme que le régime syrien pratique une répression brutale, des « méthodes d’infiltration, le retournement des adversaires, la torture et la propagande grossière », et que cela contribue à son succès sur le terrain.
Frédéric Pichon estime que le massacre de Houla, contrairement aux multiples témoignages des victimes et d'officiels syriens, est une « opération meurtrière de vendetta » dans un contexte de « guerre civile généralisée entre communautés ». Cette affirmation est contredite par de nombreuses enquêtes et par le rapport des Nations unies sur le massacre.
Au sujet de l'Armée syrienne libre , l déclare en décembre 2013 : « On fait semblant de découvrir que l’armée syrienne libre (ASL) est faible, qu’elle n’existe pas ». Il juge également qu'elle « a été une franchise commode » et que ses membres « allaient du salafiste bon teint au djihadiste, en passant par des gens qui défendaient leur quartier ou leur village ».
Concernant l'attaque du village de Maaloula par des djihadistes, il déclare que les chrétiens qui y habitent ont peur et que : « le message est transparent. Ceux qui ont attaqué Maaloula font savoir aux chrétiens de Syrie que le pouvoir ne peut plus les protéger et qu’ils ont les moyens de frapper où ils veulent et quand ils veulent. Maaloula est un lieu dont le pouvoir syrien avait fait un symbole : celui de la coexistence possible entre musulmans et chrétiens sous l’égide du régime baasiste. En témoignent les 30 % de musulmans de Maaloula qui se sont montrés parfaitement solidaires de leurs amis chrétiens [...]. L’attaque indique bien que les extrémistes ne veulent pas de ce modèle-là, qui — soyons honnêtes — était utilisé par le régime à des fins politiques »,.

#### Réception critique de ses ouvrages
Frédéric Pichon est notamment remarqué pour ses positions au sujet de la guerre civile syrienne, qu'il expose dans deux ouvrages : Syrie, pourquoi l’Occident s’est trompé et Syrie, une guerre pour rien. Ces deux livres sont diversement reçus.

##### Syrie, pourquoi l’Occident s’est trompé
Pour Jean-Louis Thiériot, Frédéric Pichon s'astreint à une analyse « sans céder à la dictature de l'émotion » dans Syrie, pourquoi l'occident s'est trompé, livre qu'il qualifie de « visionnaire ». Selon l'écrivain et diplomate Eugène Berg, ce livre est « bien documenté, court et clair », mais Eugène Berg émet néanmoins des réserves sur certains points. Il estime notamment que l'Occident avait effectivement fait le calcul d'une chute rapide d'Assad, mais il met en doute que les pays occidentaux aient « sous-traité le conflit à certains pays du Golfe, le Qatar et l’Arabie saoudite en particulier ».
François Gorand qualifie quant à lui dans la revue Commentaire le premier livre de Frédéric Pichon de « construction intellectuelle mi-pédante mi-délirante, du type des théories complotistes, attribuant en l’occurrence à l’Arabie Saoudite, au Qatar, à la Turquie et à diverses organisations non gouvernementales pro-démocratie l’exploitation de la montée de l’islamisme en Syrie pour déstabiliser le régime réputé laïc des Assad. De nombreuses pages sont consacrées à une lassante dénonciation de la partialité des médias occidentaux ».

##### Syrie, une guerre pour rien
Pour la journaliste Lamia el-Saad, Syrie, une guerre pour rien « présente le côté ardu d’un cours de géopolitique qui ne néglige aucun paramètre », et son auteur adopte « l’approche de l’historien qui étudie le passé pour éclairer l’avenir ». Cependant, Lamia el-Saad estime que Frédéric Pichon « assure la défense » de Bachar al-Assad, et qu'il n'assume pas sa partialité. Elle affirme qu'il ne mentionne pas les attaques chimiques du régime. Elle estime qu'il s'agit d'un « silence coupable » et surprenant. Selon elle, Frédéric Pichon « va encore plus loin dans sa défense de la Russie dont la stratégie militaire fut plus que discutable », l'essayiste déclarant : « Moscou ne frappait pas prioritairement l'État islamique mais ces zones où s’entremêlaient, dans la plus grande confusion politique, les groupes se réclamant de l'Armée syrienne libre coordonnés avec al-Nosra, véritable fer de lance de la rébellion »
Selon le journaliste Jean-Dominique Merchet, qui analyse également Syrie, une guerre pour rien, Frédéric Pichon se méfie des rebelles syriens, par crainte de l'islamisme et attachement aux chrétiens d'Orient, et Frédéric Pichon prend ainsi le risque de passer pour un soutien du régime. Jean-Dominique Merchet cite l'historien Jean-Pierre Filiu, qui estime que les « thuriféraires d’Assad » refusent obstinément de comprendre qu'il y a une révolution en Syrie et mettent un accent excessif sur le sort des minorités. Et, pour Jean-Dominique Merchet, « Frédéric Pichon fait évidemment partie de ceux dont Jean-Pierre Filiu dénonce les thèses ». Jean-Dominique Merchet note également que, selon Jean-Pierre Filiu, « les révolutionnaires qui se sont soulevés en 2011 étaient persuadés de la chute imminente du régime Assad et ce fut sans doute leur plus grave erreur ». Jean-Dominique Merchet estime que ce constat s’apparente finalement au « sursaut d’intelligibilité » revendiqué par Frédéric Pichon.
Jean-Dominique Merchet estime qu'il est difficile de donner tort à Frédéric Pichon lorsque ce dernier écrit que la Syrie est « une guerre pour rien », au vu de l'échec de la « révolution » déclenchée en mars 2011 et de la « résilience » du régime. Le journaliste note que Frédéric Pichon cite George Orwell, qui écrivait à propos de la guerre d'Espagne : « J'ai vu l’histoire s'écrire non pas en fonction de ce qui s'était passé, mais en fonction de ce qui aurait dû se passer ».
Denis Bauchard, conseiller à l'Ifri pour le Moyen-Orient, estime dans un article paru dans la revue Politique étrangère que Frédéric Pichon, dans son ouvrage Syrie, une guerre pour rien « donne une analyse sans complaisance de la situation de la Syrie d’aujourd’hui ». En outre, Denis Bauchard déclare que « au Moyen-Orient, rien n'est simple » et que le livre de Frédéric Pichon tente « d'en décrypter la complexité ».
Selon Historicoblog, Frédéric Pichon minimise le soulèvement de Deraa, les manifestations[réf. souhaitée].

#### Critiques et accusations de révisionnisme
Pour l'ancien diplomate spécialiste de la Syrie Wladimir Glasman, Frédéric Pichon et d'autres spécialistes de la Syrie participent à une certaine forme de « révisionnisme » en évoquant avec « cynisme » les massacres perpétrés en Syrie par le régime de Bachar el-Assad, au nom de la realpolitik ; ils reprennent à leur compte « les arguments préfabriqués par la propagande du régime et balayent d’un revers de main les preuves qui leur sont présentées ». Selon Wladimir Glasman, Frédéric Pichon reprend les arguments du régime sur les débuts violents du soulèvement populaire en se référant à des « révélations » de Foreign Policy.
Frédéric Pichon est l'invité de France 2 pour un numéro de l’émission « Un Œil sur la Planète » portant sur la Syrie le 18 février 2016, et intitulé Syrie, le grand aveuglement. Cette émission est très critiquée par Cédric Mas, Marie Peltier et l'association Souria Houria,,, tandis que L'Humanité en fait une recension élogieuse.
L'historien militaire Cédric Mas estime que l'émission « Un Œil sur la Planète » est un « cas d’école de propagande et de manipulation médiatique, frisant avec une véritable opération psychologique, n’hésitant pas à prendre l’apparence d’un pamphlet politique et militant, loin des canons professionnels du journalisme ». Cédric Mas cite plusieurs intervenants de l'émission, estimant que cette émission met leur propos au « service du message global » qu'elle cherche à transmettre. Selon Cédric Mas, Frédéric Pichon « est parfaitement dans le sujet « officiel » et annoncé de l’émission, même si là encore il aurait été judicieux d’apporter des points de vue différents sur une vision épousant complètement le discours du régime, y compris dans ses raccourcis propagandistes : en présentant par exemple les manifestations de 2011 comme un phénomène rural et péri-urbain contre les « classes moyennes » des villes (ce qui est faux, les grandes villes, y compris alaouites ayant connu dès mars-avril 2011 des manifestations violemment réprimées) ». Le journaliste Jean-Dominique Merchet relève que dans son livre Une guerre pour rien Frédéric Pichon déclare que « la contestation est venue de la plus grosse partie des mécontents, les populations des petits bourgs ruraux et des campagnes, véritablement sacrifiés sur l’autel des réformes économiques et ce paradoxalement alors que le Baas avait fondé ses succès et son arrivée au pouvoir sur cette ruralité. [...] C’est la Syrie périphérique qui se soulève brutalement ». Jean-Dominique Merchet estime que cette thèse « séduirait sans doute le géographe français Christophe Guilluy et sa France périphérique… ».
L'association Souria Houria, qui milite pour la démocratie et les droits de l'homme en Syrie, envoie une lettre à France Télévision pour demander l'ouverture d'une enquête à la suite de l'émission de « Un Œil sur la Planète », estimant que le reportage reprend « les thèses les plus farfelues des médias conspirationnistes » et s'aligne sur celles développées par Frédéric Pichon dans Pourquoi l’occident s’est trompé. L'association signale que Frédéric Pichon a réalisé une interview de Bouthaina Chaabane, et affirme que Frédéric Pichon a fait en préambule de l’entretien « une description très élogieuse » de cette conseillère politique du président Assad.
Frédéric Pichon participe le 15 décembre 2016 avec d'autres spécialistes du conflit syrien à l'émission d'Yves Calvi portant sur le siège d'Alep. Le journaliste Arezki Metref voit dans les commentaires des invités une rupture avec la couverture médiatique habituelle du conflit, et, pendant l'émission, en direct, Yves Calvi s'inquiète d'avoir organisé une « émission révisionniste ». Nicolas Hénin écrit que Frédéric Pichon est un « universitaire controversé », à propos d'une conférence sur les Chrétiens d'Orient qu'il a donnée aux côtés de Thierry Mariani, Benjamin Blanchard et Pascal Ellul.
Pour Mediapart, Frédéric Pichon « fait autorité sur l’histoire de Maaloula, mais est aussi critiqué pour ses prises de position reprenant la propagande du régime syrien ». Les journalistes donnent pour exemple sa contestation du « rapport César », à propos duquel il avait déclaré que ce rapport documentant la torture systématique dans les prisons syriennes était « payé par le Qatar et que les cadavres étaient surtout des soldats syriens ramassés et présentés comme des prisonniers », et rappellent qu'il a été accusé, depuis le déclenchement de la révolution syrienne, de relayer la propagande d’Assad.

## Ouvrages
- Voyage chez les chrétiens d'Orient, Presses de la Renaissance, 2006[45]
- Maaloula (xixe-xxie siècles). Du vieux avec du neuf. Histoire et identité d’un village chrétien de Syrie, Presses de l’Institut français du Proche-Orient, 2010[46]
- Géopolitique du Moyen-Orient et de l'Afrique du Nord : du Maroc à l’Iran, Tancrède Josseran, Florian Louis et Frédéric Pichon, Presses universitaires de France, 2012[47],[48],[49]
- Syrie, pourquoi l’Occident s’est trompé, Éditions du Rocher, 2014[50],[51],[28],[52]  (ISBN 978-2-268-07605-8)
- Syrie, une guerre pour rien, Éditions du Cerf, 2017[29],[25],[35]  (ISBN 978-2-204-11596-4)